# Spreewiese
Spreewiese, obersorbisch Lichańⓘ, ist ein Ort im Osten des Landkreises Bautzen in Sachsen und gehört seit 1994 zur Gemeinde Großdubrau. Der Ort liegt in der Oberlausitz und zählt zum Siedlungsgebiet der Sorben.
Bis 1911 hieß der Ort abgeleitet vom ursprünglichen sorbischen Ortsnamen „Lychan“ („Lichtung“ auf der gesiedelt wurde) auf Deutsch „Leichan“ und später „Leichnam(b)“; 1911 veranlasste der Gutsbesitzer Franz Sachsse die Umbenennung in „Spreewiese“.

## Geografie
Spreewiese befindet sich in der Oberlausitzer Heide- und Teichlandschaft etwa 13 Kilometer nordöstlich von Bautzen in der Flussaue der Kleinen Spree direkt unterhalb der Abzweigung aus der Spree.
Siedlungshistorisch ist Spreewiese ein Gassendorf, welches parallel zum Lauf der Kleinen Spree angelegt wurde. Die Nachbarorte sind Halbendorf im Nordosten, Lömischau im Osten, Brösa und Guttau im Südosten, Klix im Süden, Särchen im Westen und Göbeln im Nordwesten.
In der nahen Umgebung des Dorfes befinden sich mehrere Fischteiche, darunter Granichsteich und Koselteich am westlichen Ortsrand, Miethesteich im Süden und Rokotenteich im Osten.

## Geschichte

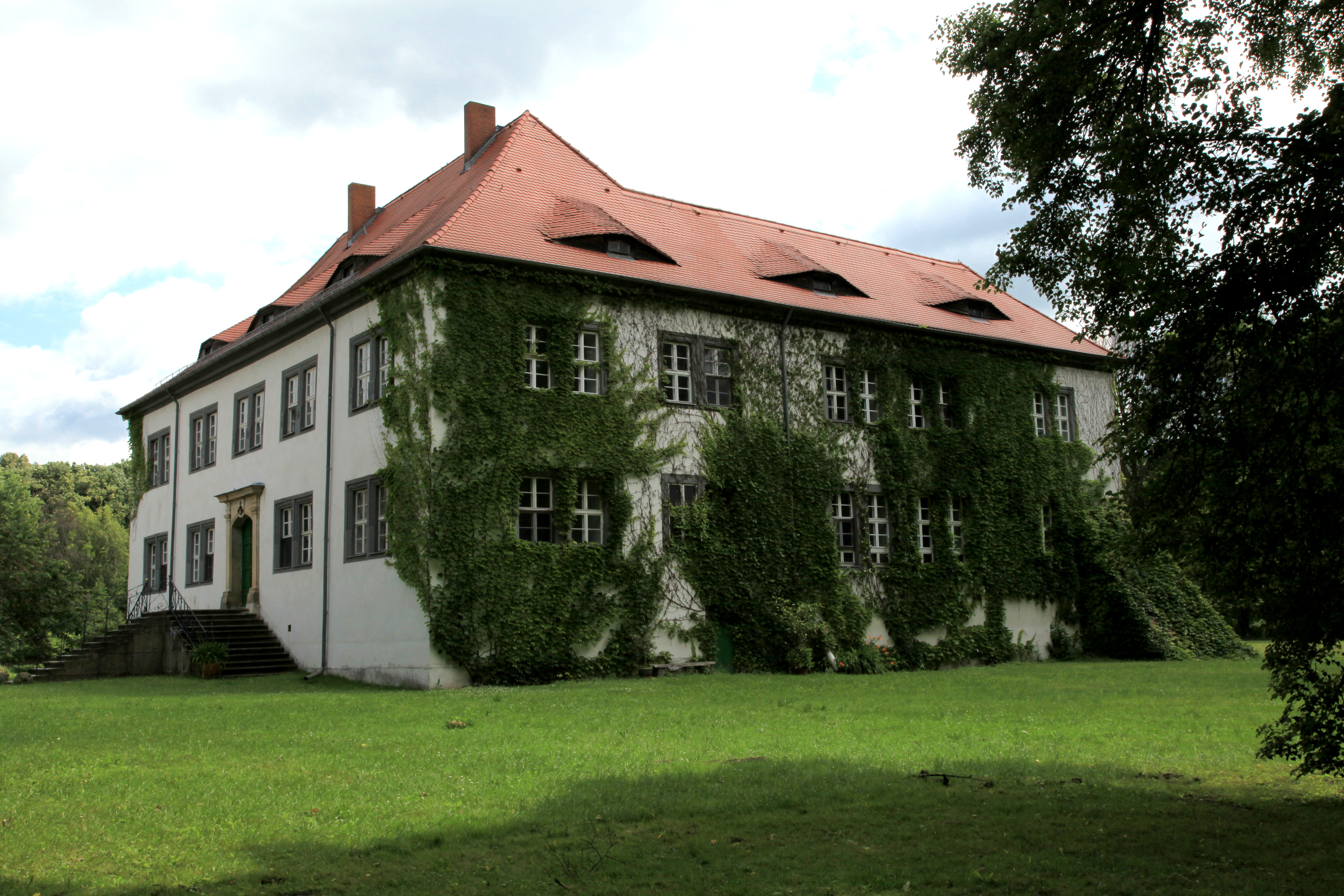
Schloss

Der heutige Ort wurde erstmals 1394 als Lycham erwähnt. Weitere verzeichnete Namensformen waren u. a. Leichnam parvom („Groß-Leichnam“; 1419), Leichan (1461) und Leichnamb (1621). Seit dem 15. Jahrhundert ist im Ort ein Rittersitz verzeichnet, der die Grundherrschaft ausübte. Ab 1553 gehörte das Rittergut der Familie von Nostitz. Das Schloss wurde als Nachfolgebau einer ehemaligen Wasserburg um 1557 (nach andere Quellen im letzten Viertel des 16. Jahrhunderts) errichtet. In den beiden folgenden Jahrhunderten fanden mehrfach Umbauten statt. Das Rittergut kam 1629 an die Familie von Schönberg und 1685 zurück an die Familie von Nostitz. Weitere Besitzer waren ab 1728 Friedrich Caspar Graf von Gersdorff, Amtshauptmann zu Bautzen, unter dem 1729 ein Umbau erfolgte, von dem noch sein Wappenstein zeugt. Er war ein Verwandter und Studienfreund des Grafen Nikolaus Ludwig von Zinzendorf, des Stifters der Herrnhuter Brüdergemeine, für den Gersdorff auf seinem Gut im benachbarten Klix eine sorbische Predigerschule einrichtete. 1743 verlegte er diese, einschließlich einem späteren Adelspädagogium mit Internat, in ein neuerbautes Gebäude neben der Kirche in Uhyst, wo er auch das große Barockschloss errichten ließ.
1751 kam das Gut an Hans Heinrich von Zezschwitz, ab 1754 an die Grafenfamilie Reuß und ab 1840 für 20 Jahre an die Familie von Watzdorf. 1901 erwarb Dr. Eisenstuck den Besitz und verkaufte ihn 1911 an die Familie Sachsse, die 1945 enteignet wurde. Danach diente das Schloss als Wohnhaus für mehrere Familien. 1997 verkaufte die Gemeinde das Anwesen an den Architekten Paul Wehrle-Nielsen. Er hat das Gebäude umfassend saniert; es dient seither als Wohnsitz sowie Veranstaltungsort für Hochzeiten. Derzeit (2020) steht es wieder zum Verkauf.
Etwas östlich des eigentlichen Ortes befand sich an der Großen Spree das Vorwerk Klein-Leichnam (Lichańk). Dieses wurde bei den heftigen Kämpfen im Zusammenhang mit der Schlacht um Bautzen Ende April 1945 zerstört.
Bis zum 1. April 1936 war Spreewiese eine eigenständige Landgemeinde; dann wurde es zunächst nach Klix und gemeinsam mit diesem 1994 nach Großdubrau eingemeindet.

## Bevölkerung und Sprache
Die Bevölkerungszahl lag im 19. und 20. Jahrhundert konstant bei etwa 200 Einwohnern.
Für seine Statistik über die sorbische Bevölkerung in der Oberlausitz ermittelte Arnošt Muka in den achtziger Jahren des 19. Jahrhunderts eine Bevölkerungszahl von 214; darunter 207 Sorben (97 %). Seitdem ist der Gebrauch des Sorbischen im Ort zurückgegangen. 1910 lebten in Leichnam 191 Personen. Der Ort lag damit, gemeinsam mit 4 anderen Orten, auf Platz 121 der Einwohnerstatistik.
Die vorwiegend evangelische Bevölkerung ist mindestens seit 1614 nach Klix gepfarrt.